# Cys-la-Commune
Cys-la-Commune è un comune francese di 151 abitanti situato nel dipartimento dell'Aisne della regione dell'Alta Francia.

## Società

### Evoluzione demografica
Abitanti censiti

## Storia
Tracce di abitazioni franche del Medioevo sono state rivelate dagli scavi che ebbero luogo nel 1890. Il villaggio dipendeva nel VII secolo dalla signoria di Braine, poi passò alle contee della Champagne, che nel X secolo lo sottomise alla giurisdizione di Oulchy.
 Tebaldo III accordò una franchigia municipale nel 1199 ai villaggi di Cys, Presle, Saint-Mard, Rhu e Boves. Carta che fu confermata nel 1661 da Luigi XIV. 

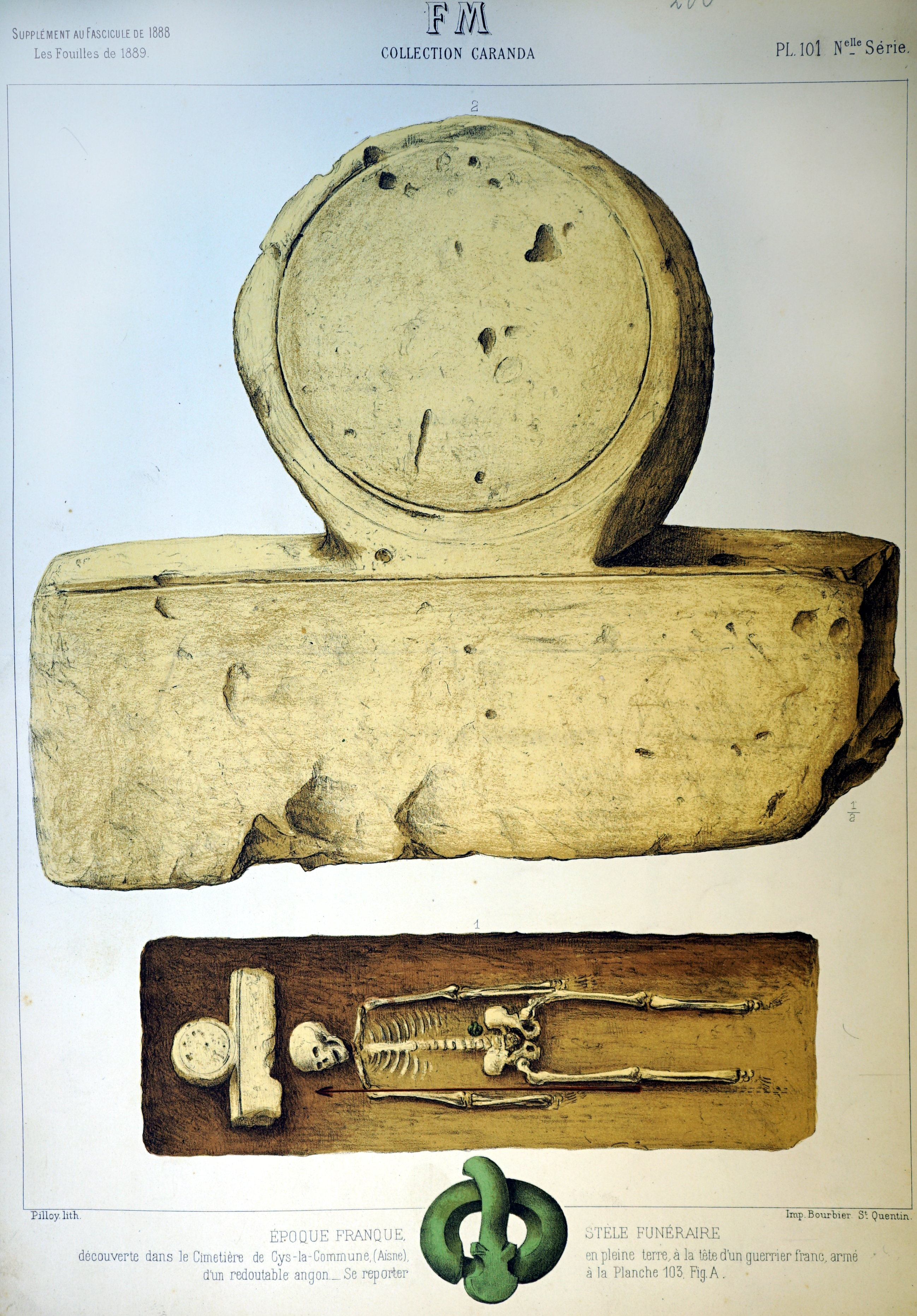
Scavi dI
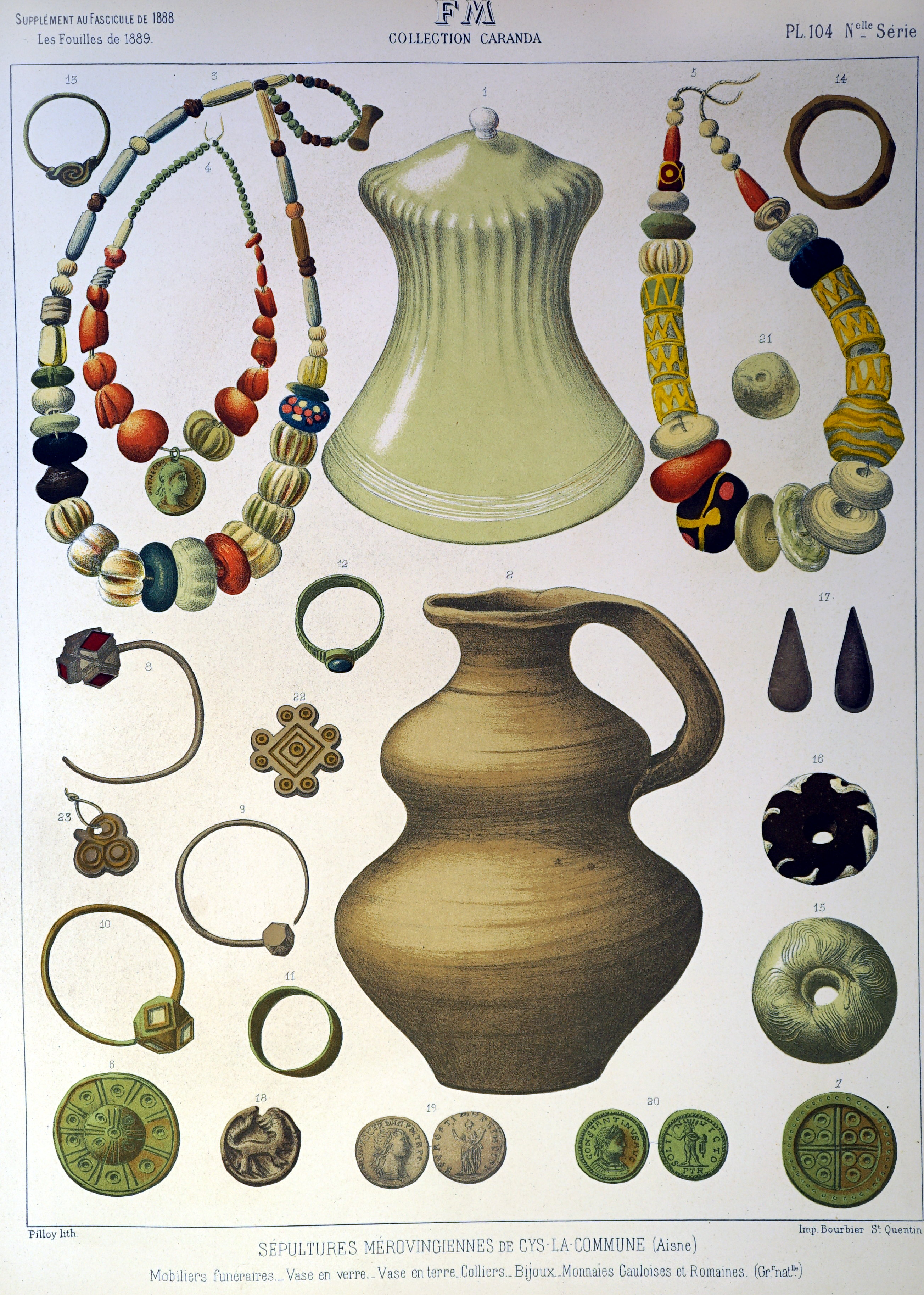
Moreau e
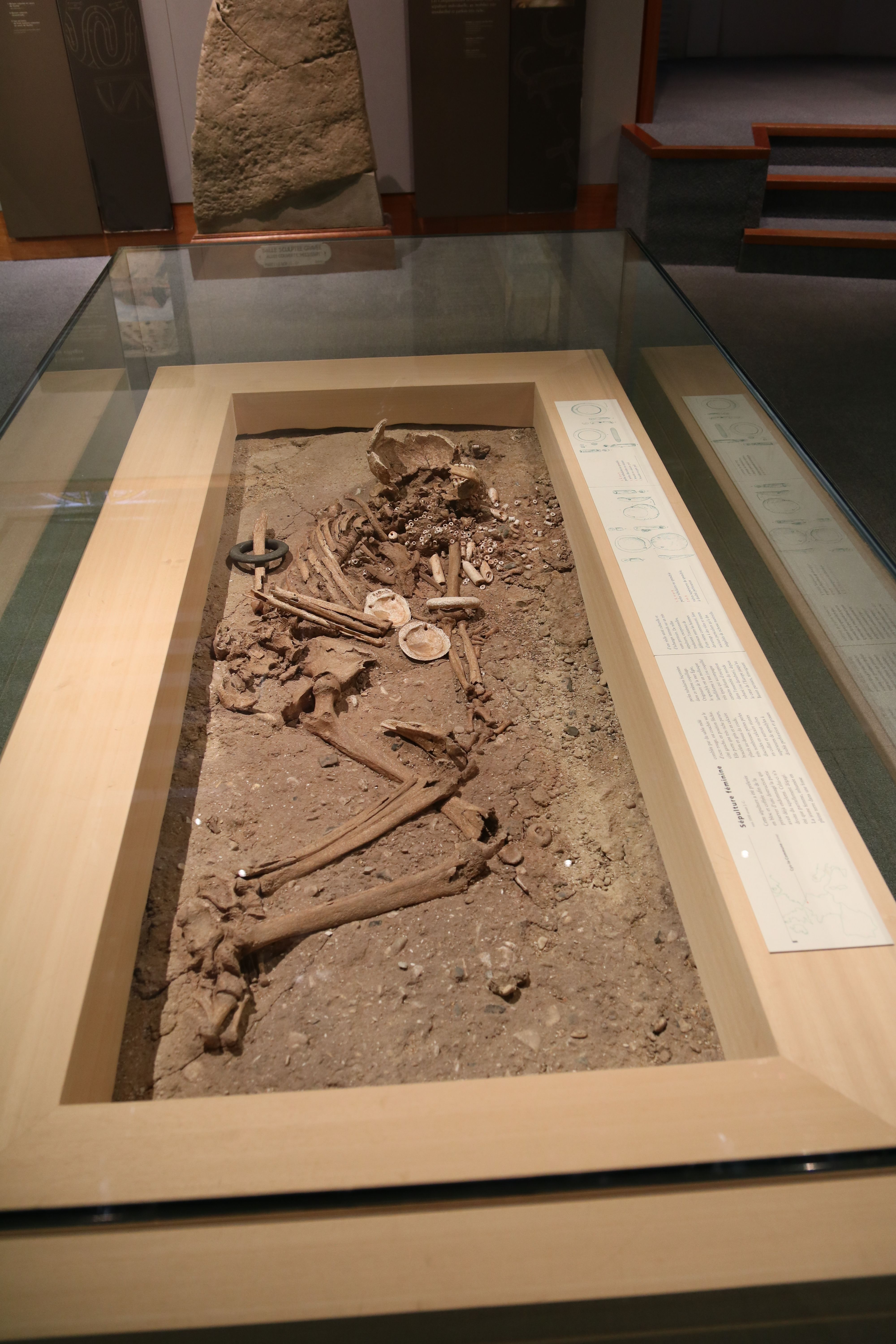
reperti al
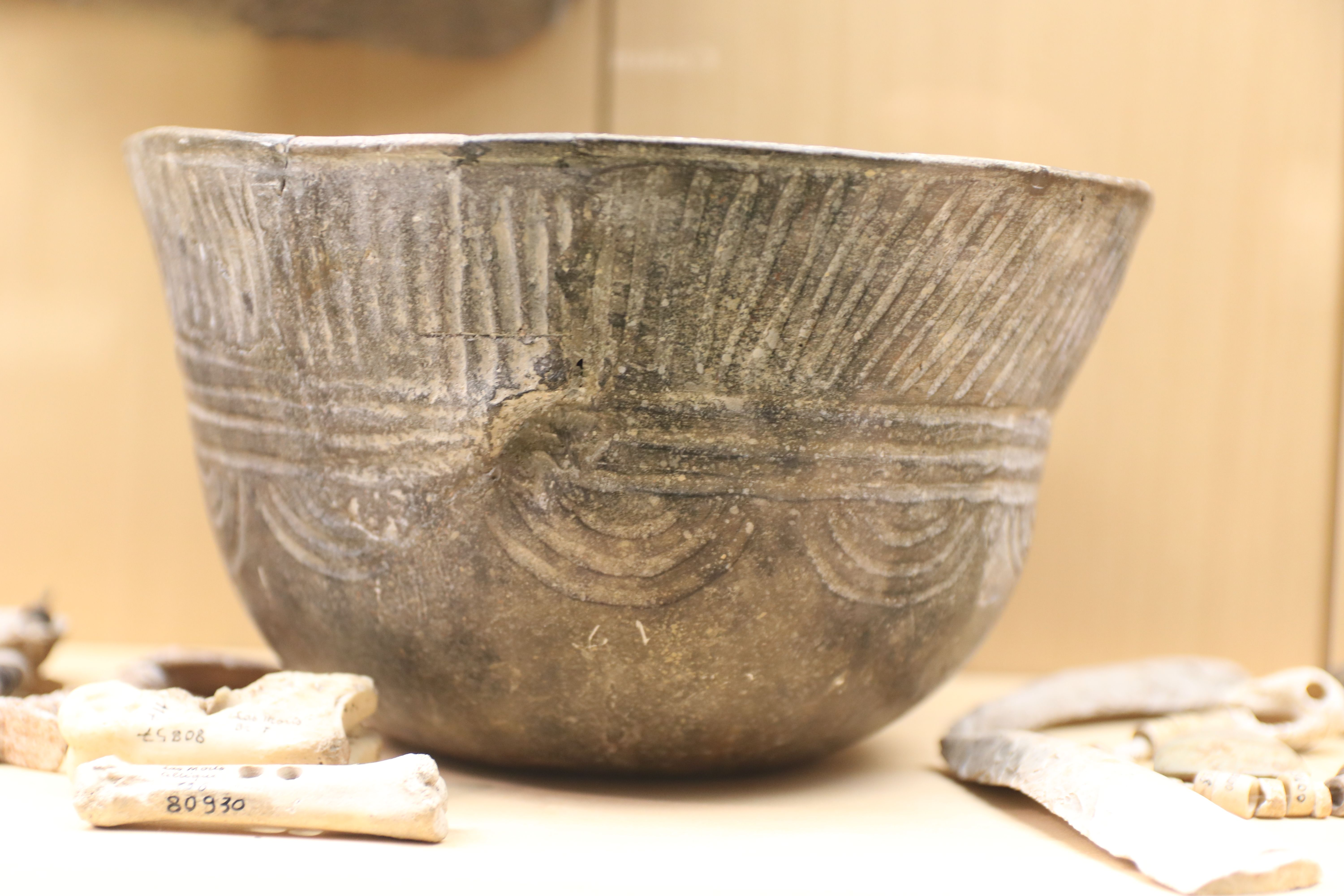
Museo di archeologia nazionale.

Lo chemin des Fourches, che partiva dall'antica casa comune e verso sud raggiungeva il luogo sulla collina detto "la Potence", mostra che vi erano colà delle forche patibolari, segno di elevata giustizia sociale.
Luigi XV ordinò che l'elezione di giudici, podestà, luogotenenti, procuratori fiscali e cancellieri si tenessero ogni tre anni, il giorno dopo la Pentecoste, tra le persone che avevano compiuto studi regolari. Nel 1790, un avvocato originario del luogo patrocinò presso l'Assemblea costituente affinché il comune mantenesse la libertà di avere un proprio podestà, giudice di pace come da secoli. Ecco l'origine di Cys-la-Commune.
Il villaggio aveva due mulini sul Rhu prima della prima guerra mondiale, guerra che lasciò numerose distruzioni e in particolare la stazione della Ferrovia della Banlieue di Reims (CBR), che non fu più ricostruita.